# Eggtown
"Eggtown" er fjerde afsnit af fjerde sæson i den amerikanske tv-serie Lost og hele seriens 73. afsnit. Afsnittet blev første gang sendt 21. februar 2008 på American Broadcasting Company i USA. Manuskriptet er udformet af Elizabeth Sarnoff og Greggory Nations, mens afsnittet er instrueret af Stephen Williams. Det centrerer sig om seriens kvindelige hovedrolle, Kate.

## Synopsis

### På øen
Locke laver mad til Ben, og bringer det ned til ham i kælderen. Ben provokerer John med at han blot er endnu mere fortabt end sidst de var i akkurat samme situation, og Locke lader sin frustration over Bens udtalelser komme til udtryk ved at smide bakken med mad ind i væggen. Udendørs, snakker Kate og Claire, indtil Sawyer kommer og tilbyder Kate at bo med ham. Hun afslår, og beder ham gå hjem efter han bringer den eventuelle graviditet op. Senere, spørger Kate Locke om hun må snakke med Miles. Locke afslår, og hun tilegner sig i stedet de nødvendige information fra Hurley, der forklarer at han holdes ved bådehuset. Kate indgår en aftale med Miles om at han fortæller alt hvad medierne og folkene på fragtskibet ved om hende, hvis hun skaffer ham et minut med Ben. Over et glas rødvin bekendtgør Kate, at hun har en agenda, andet end Sawyer, ved barakkerne, og Sawyer går til Locke med hvad han ved. De når ikke til bådehuset i tide, før Kate har frigjort ham og bragt ham til Ben. Ben og Miles indgår en aftale om, at Miles tier med Bens tilstedeværelse hvis han så til gengæld giver Miles $3.200.000. Kate forlanger efterfølgende at Miles opfylder sin del af aftalen, og han løfter sløret for at alle ved hun er kriminel flygtning. På vej ud af kælderen opdager Locke og Sawyer hvad hun har haft gang i, og hun bandlyses fra barakkerne, men får natten til at pakke og forlade stedet. Natten tilbringer hun hos Sawyer, hvor de har sex, og om morgenen ender de i en diskussion om graviditeten og Kates ubeslutsomhed omkring sit forhold til Sawyer. Han postulerer, at der ikke vil gå en uge før hun finder en grund til at blive sur på Jack, og så kommer tilbage til ham. Noget hun besvarer med en lussing og sin afgang fra barakkerne.
I mellemtiden kan Jack og de andre overlevende, der er kommet tilbage til stranden, ikke få kontakt via den sædvanlige linje til fragtskibet. Med hjælp fra Charlotte kontakter de båden via en nødlinje, og kvinden om bord fortæller at helikopteren ikke er ankommet.

### Flashforward
Kate kommer som spået i mediernes lys efter sin tilbagekomst, og den store opmærksomhed munder ud i en retsforfølgelse, hvor modstanderens nøglevidne er hendes egen mor. Hun tages i varetægt på grund af hendes fortid som flygtning, men hun nægter at indgå nogle kompromisser om nedsat fængselsstraf. Ved et senere retsmøde indkalder Kates advokat Jack som vidne, og han fortæller en usand historie om Kates rolle som helt efter flystyrtet; At de kun var otte overlevende, og Kate forgæves forsøgte at redde de to andre, hvormed de endte med at blive seks. Da han bliver spurgt om han elsker Austen, svarer han at det ikke længere er tilfældet. Senere, opsøger Kates mor hende, og hun fremlægger sit ønske om at se sit barnebarn, og fortæller at hun ikke ønsker at vidne mod Kate alligevel. Ved et senere retsmøde indgås en endelig aftale om, at Kate ikke forlader staten de næste ti år, mod så ikke at få nogen fængselsstraf. Da hun kommer hjem, hilser hun først på barnepigen og senere på sin ikke-biologiske søn, Aaron.

## Trivia
- Claire blev fortalt af Richard Malkin, at det var yderst vigtigt hun stod for opdragelsen af sit barn. Han gav hende også billetten til Oceanic Flight 815, sagde det skulle være nøjagtig det fly og sagde at der var en god plejefamilie i Los Angeles med gode mennesker[2]. Kate ender med at opdrage babyen, og bo i Los Angeles.
- Da Locke smider bakken med mad ind i væggen kan det ses at den ryster.

## Fodnoter
1. ↑  TVTID.DK Hentet 30. januar 2009
2. ↑  Lost: 
"Raised by Another" (Sæson 1, afsnit 10). Manuskript af Lynne E. Litt.  Broadcasted første gang på American Broadcasting Company den TBA.